# Servet Meriç
Servet Meriç – turecki zapaśnik walczący w stylu wolnym. Złoty medalista mistrzostw Europy w 1949 roku.